# ميليندا سن
ميليندا سن (بالإنجليزية: Melinda Sun)‏ هي لاعبة كرة الريشة أسترالية، ولدت في 23 فبراير 1995.

## وصلات خارجية
- ميليندا سن على موقع BWF.tournamentsoftware.com (الإنجليزية)
- ميليندا سن على موقع BWFbadminton.com (الإنجليزية)